# (1235) Schorria
(1235) Schorria es un asteroide perteneciente al grupo de los asteroides que cruzan la órbita de Marte descubierto el 18 de octubre de 1931 por Karl Wilhelm Reinmuth desde el observatorio de Heidelberg-Königstuhl, Alemania.

## Designación y nombre
Schorria fue designado al principio como 1931 UJ.
Posteriormente se nombró en honor del astrónomo alemán Richard Schorr (1867-1951).

## Características orbitales
Schorria orbita a una distancia media del Sol de 1,91 ua, pudiendo acercarse hasta 1,615 ua y alejarse hasta 2,205 ua. Tiene una inclinación orbital de 25° y una excentricidad de 0,1546. Emplea en completar una órbita alrededor del Sol 964,2 días.
Schorria forma parte del grupo asteroidal de Hungaria.